# Храм Покрова Пресвятой Богородицы (Городечно)
Церковь Покрова Пресвятой Богородицы (бел. Царква Пакрова Прасвятой Багародзіцы) — православный храм в деревне Городечно Пружанского района Брестской области Белоруссии. Построена в память битвы между русскими и наполеоновскими войсками в 1812 году. Памятник архитектуры позднего классицизма.

## История
Мысли об увековечивании Городеченской битвы высказывались уже по окончании Отечественной войны 1812 года. Одним из наиболее заметных сторонников этой идеи был гродненский губернатор генерал Тормасов, непосредственный участник сражения. Прислушавшись к его мнению, русское правительство обязало организовать строительство местного помещика Брунона Пусловского, а исполнителем выступил шляхтич Шемет. В качестве места выбрали братское захоронение погибших в 1812 году воинов.
Источники расходятся в том, к какой конфессии изначально принадлежала церковь: по одним данным, строилась она как униатская, а затем неоднократно меняла принадлежность на католическую, православную и снова униатскую. По другим — всегда была православной, так как население в окрестностях было практически полностью православным, а строительство было заказано властями Российской Империи. После польского восстания 1863 года можно говорить о полном подчинении храма Русской православной церкви.

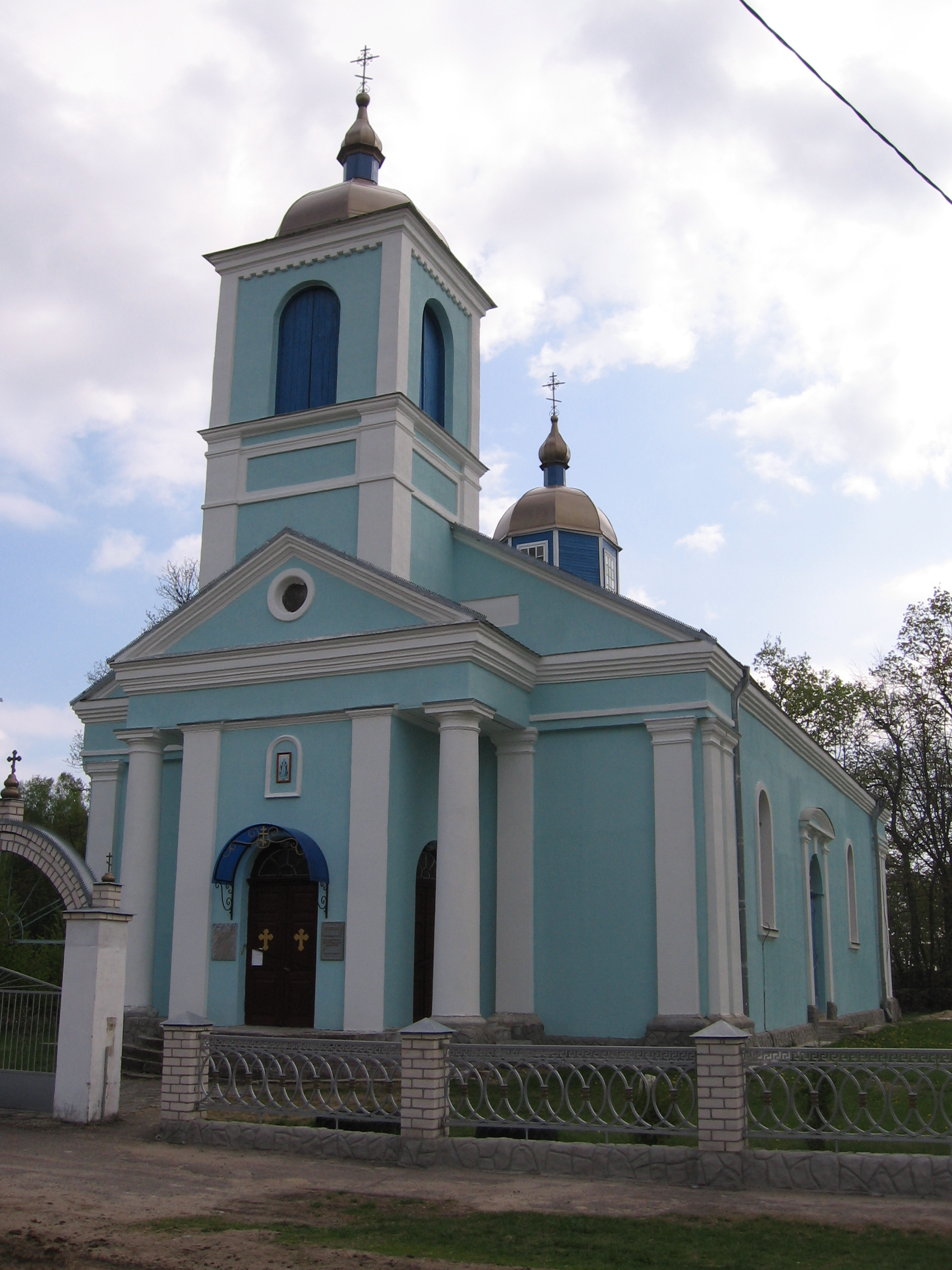
Главный фасад

Первоначально храм представлял собой прямоугольную постройку с полукруглыми окнами, без купола и колокольни. Вход украшали две колонны, ещё десять находились внутри, что символизировало 1812 год. Первый импровизированный иконостас появился в церкви только в 1834 году, после упразднения унии. В 1884 году церковь за счёт прихода дополнили жилыми и хозяйственными постройками для семьи священника. Их ремонт был произведён около 1900 года за счёт казны, а сама церковь была капитально отремонтирована в 1903—1904 году на пожертвования: у церкви появилась новая колокольня, слепой купол и новые окна.
С 1925 года католическая община предпринимала попытки занять храм, однако православные прихожане его отстояли. Но в 1963 году, решением советских властей, упразднил приход и превратил церковные постройки в зернохранилище и школьный спортивный зал. Церковь начала приходить в упадок, были разобраны входная арка и кирпичная ограда.
Восстановление церкви началось в 1990 году после возвращения православной общине. Брестский архитектор Григорий Будько, используя сохранившиеся исторические документы, подготовил проект, а волынские народные умельцы во главе с Владимиром Трушем успешно его реализовали. Повторное освящение храма состоялось 12 октября 1991 года, к празднику Покрова Пресвятой Богородицы. Проводил обряд епископ Брестский и Кобринский Константин. 14 октября 2005 года епископ Брестский и Кобринский Константин Иоанн освятил новый колокол.

### Настоятели
- Андрей Курганович (ок. 1839)[3]
- Виктор Ральцевич (ок. 1884)[3]
- Александр Кречко (с 1991)[3]
- Георгий (ок. 2012)[6]

### Архитектура
В архитектурном плане для храма было выбрано решение в виде единого прямоугольного в плане объёма, который был накрыт двухскатной крышей. Небольшой притвор завершается надстройкой в виде четвериковой звонницы с купольным покрытием и маковкой. Такое же завершение было выбрано и для восьмигранного барабана, который был возведён в центре крыши. Для главного входа создатели выбрали решение в виде накладного пилястрового портика с треугольным фронтоном. Ритмичное членение боковых фасадов создают арочные оконные проёмы в простых наличниках.
Прямоугольная апсида вписана в пространство храма за счёт боковых ризниц. Для поддержки светового барабана использованы четыре пары столбов. Хоры, расположенные у входа, находятся на двух столбах.